# Pseudoblennius
Pseudoblennius – rodzaj ryb skorpenokształtnych z rodziny głowaczowatych.

## Klasyfikacja
Gatunki zaliczane do tego rodzaju:

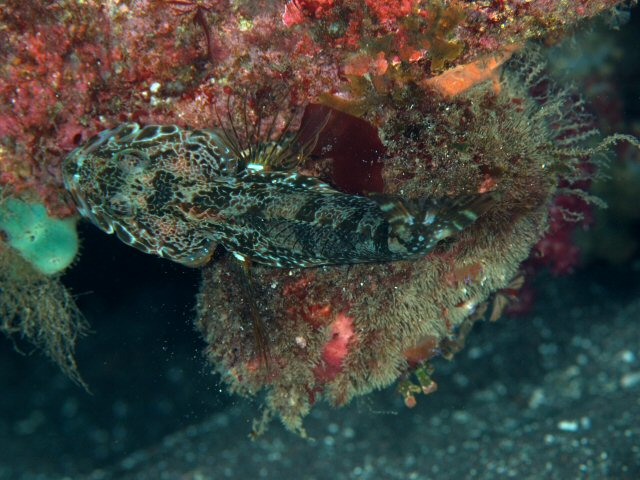
Pseudoblennius argenteus
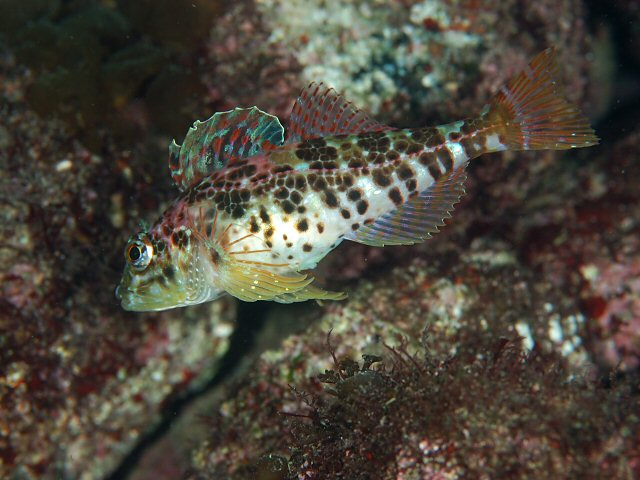
Pseudoblennius cottoides
- Pseudoblennius marmoratus
- Pseudoblennius percoides
- Pseudoblennius totomius
- Pseudoblennius zonostigma

- Pseudoblennius percoides
- Pseudoblennius zonostigma